# Жиффар, Уолтер, 2-й граф Бекингем
Уолтер (Готье) III Жиффар (англ. Walter Giffard, фр. Gautier Giffard; после 1084 — 18 сентября 1164) — англонормандский аристократ, 2-й граф Бекингем и сеньор де Лонгевиль-сюр-Си с 1102 года, сын Уолтера II Жиффара, 1-го графа Бекингем, и Агнес де Рибемон. В современных ему источниках Уолтер упоминается как граф Жиффар.

## Биография
Известно об Уолтере мало. Он родился после 1084 года. 15 июля 1102 года умер его отец и несовершеннолетний Уолтер унаследовал его владения — Лонгевиль-сюр-Си во Франции и обширные земельные владения в Бакингемшире, Глостершире и других среднеанглийских графствах с титулом графа Бекингема.
В 1119 году Уолтер в составе английской армии короля Генриха I участвовал в битве при Бремюле в Нормандии.
Уолтер упоминается в ряде актов о пожертвованиях разным аббатствам, датированных периодом между 1142 и 1157 годами.
Роберт де Ториньи указывает, что Уолтер умер 18 сентября 1164 года, не оставив наследников. Его владения отошли к короне, а титул графа Бекингема был упразднён.

## Брак
Жена: Ирменгарда, её имя упоминается в одном из недатированных актов, данных Уолтером аббатству Сен-Мишель. Происхождение её неизвестно. Детей не было.